# F1 2020 (computerspel)
F1 2020 is een racespel van de ontwikkelaar Codemasters. Het is de twaalfde editie uit de F1-game franchise van Codemasters.
Op 14 april 2020 publiceerde de ontwikkelaar een video waarin werd aangekondigd dat het spel op 10 juli 2020 uit zou komen voor PlayStation 4, Xbox One, Windows en Google Stadia. Het spel is gebaseerd op het Formule 1-seizoen van 2020. Het spel bevat alle races die oorspronkelijk op de kalender stonden van het "echte" raceseizoen ondanks het feit dat door de coronapandemie van 2019-2020 meerdere races geschrapt en toegevoegd  zijn. Spelers kunnen naast de volledige kalender ook een kalender van 10 en 16 races samenstellen. De circuits van Hanoi en Zandvoort zijn nieuw in deze versie. 
Op 19 mei 2020 werd bekendgemaakt dat Ziggo Sport commentator Olav Mol commentaar zal leveren voor het F1 2020-spel.

## Speciale edities
Er zijn twee speciale versies aangekondigd, een ter ere van Michael Schumacher en een omdat de uitgave van het spel samenvalt met het 70-jarig jubileum van de raceklasse.
- F1 2020 - Seventy Edition
- F1 2020 - Deluxe Schumacher Edition

## Gameplay
In F1 2019 werd de raceklasse Formule 2 aan de F1-spellenreeks toegevoegd. Ook F1 2020 beschikt over deze raceklasse. Bij de Formule 2-races wordt het Nederlandse commentaar verzorgd door Levi van Kempen en Huub Dikstaal.
Het ERS systeem is in deze game gewijzigd ten opzichte van de voorgande edities. Zo gebeurt de ERS toewijzing in deze game automatisch en niet meer handmatig. Wel is een paar keer per race de "overtake button" te gebruiken. Hierbij krijgt de speler tijdelijk een snelheidsboost, wat heel sterk gelijkt op het KERS systeem dat in spellen voor F1 2014 aanwezig was.
Tevens werd aangekondigd dat de split screen-modus een terugkeer maakt. De laatste keer dat deze modus in de game zat, was in F1 2014.

### Carrièremodus
Sinds dit spel kan de speler, naast het kunnen rijden bij een reeds bestaand raceteam, nu ook een eigen team maken en ook effectief zelf deelnemen aan het racen als rijder van dat team. Deze feature wordt "My Team" genoemd en stelt de speler dus in staat om een elfde team samen te stellen dat tegen de reeds bestaande teams strijdt voor het wereldkampioenschap. Hierbij moet de speler een hele staf samenstellen, rijders huren en alles uitvoeren wat komt kijken bij het beheren en opstarten van een Formule 1-team. De speler kan hier eveneens kiezen voor een seizoen van 10, 16 of 22 races.

## Circuits in het spel
De volgende 26 circuits zitten in het spel. 22 Circuits, waarvan er 4 een kortere layout zijn van Bahrein, Groot-Brittannië, Japan en de Verenigde Staten.
| Grand Prix                        | Circuit                                                                          |
| --------------------------------- | -------------------------------------------------------------------------------- |
| GP van Australië                  | Albert Park Street Circuit                                                       |
| GP van Bahrein                    | Bahrain International Circuit                                                    |
| GP van Bahrein (kort)             | Bahrain International Circuit (''Paddock Circuit'' layout)                       |
| GP van Vietnam                    | Hanoi Street Circuit                                                             |
| GP van China                      | Shanghai International Circuit                                                   |
| GP van Nederland                  | Circuit Zandvoort                                                                |
| GP van Spanje                     | Circuit de Barcelona-Catalunya                                                   |
| GP van Monaco                     | Circuit de Monaco                                                                |
| GP van Azerbeidzjan               | Baku City Circuit                                                                |
| GP van Canada                     | Circuit Gilles Villeneuve                                                        |
| GP van Frankrijk                  | Circuit Paul Ricard                                                              |
| GP van Oostenrijk                 | Red Bull Ring                                                                    |
| GP van Groot-Brittannië           | Silverstone                                                                      |
| GP van Groot-Brittannië (kort)    | Silverstone (Bocht 4 is rechtdoor richting Chapel)                               |
| GP van Hongarije                  | Hungaroring                                                                      |
| GP van België                     | Circuit de Spa-Francorchamps                                                     |
| GP van Italië                     | Autodromo Nazionale Monza                                                        |
| GP van Singapore                  | Marina Bay Street Circuit                                                        |
| GP van Rusland                    | Sochi Autodrom                                                                   |
| GP van Japan                      | Suzuka International Racing Course                                               |
| GP van Japan (kort)               | Suzuka International Racing Course (vanuit de S-bochten weer op het rechte stuk) |
| GP van de Verenigde Staten        | Circuit of the Americas                                                          |
| GP van de Verenigde Staten (kort) | Circuit of the Americas (Bocht 6 leidt je direct naar bocht 12)                  |
| GP van Mexico                     | Autódromo Hermanos Rodríguez                                                     |
| GP van Brazilië                   | Autódromo José Carlos Pace                                                       |
| GP van Abu Dhabi                  | Yas Marina Circuit (layout van voor de verbouwing van het circuit)               |

F1 2010 · F1 2011 · F1 2012 · F1 2013 · F1 2014 · F1 2015 · F1 2016 · F1 2017 · F1 2018 · F1 2019 · F1 2020 · F1 2021 · F1 2022 · F1 2023 · F1 2024